# 杉山茂 (陸軍軍人)
杉山 茂（すぎやま しげる、1902年〈明治35年〉4月28日 - 1982年〈昭和57年〉1月29日）は、日本の陸軍軍人及び陸上自衛官。陸士36期、陸大45期。第3代陸上幕僚長。

## 経歴
岡山県出身。広島陸軍幼年学校から陸軍士官学校第36期卒業。陸士の同期には辻政信がいた。終戦時はニューギニアの第18軍司令部高級参謀。
1952年（昭和27年）7月、警察予備隊に入隊。第一幕僚監部第三部長、陸上幕僚副長を経て、1957年（昭和32年）8月に第3代陸上幕僚長に就任した。温厚篤実なタイプで3年間、陸幕長を務めたが、この間に防衛庁長官は5人も代わった。
第18軍高級参謀で苦戦中に妻を亡くし、戦後、服部卓四郎他からの勧めで東條英機の娘、東條光枝と再婚したが、癌で早世した。
退官後は財団法人偕行社会長を務めた。

## 年譜
- 1924年（大正13年）
  - 7月：陸軍士官学校卒業（第36期）、歩兵第54連隊付
  - 10月25日：陸軍少尉に任官
- 1927年（昭和2年）10月25日：陸軍中尉
- 1928年（昭和3年）8月10日：台湾歩兵第2連隊附[3]
- 1930年（昭和5年）12月：陸軍大学校入校
- 1933年（昭和8年）
  - 8月1日：陸軍大尉
  - 11月：陸軍大学校卒業（45期）
- 1934年（昭和9年）12月10日：歩兵第1連隊附・参謀本部附[4]
- 1936年（昭和11年）12月：第10師団参謀
- 1940年（昭和15年）8月：参謀本部編制動員課動員班長
- 1941年（昭和16年）3月：参謀本部庶務課高級課員
- 1942年（昭和17年）11月：第18軍作戦主任参謀
- 1943年（昭和18年）7月：第18軍高級参謀
- 1946年（昭和21年）2月：予備役となる。
- 1947年（昭和22年）11月28日：公職追放仮指定[5]
- 1948年（昭和23年）2月：戦争裁判の判決が確定、禁錮5年となる。

※占領からの講和発効に伴い、公職追放解除となる
- 1952年（昭和27年）
  - 7月14日：一等警察正に任命[6]
  - 8月23日：第一幕僚監部第三部長
- 1953年（昭和28年）2月1日：保安監補に任命
- 1954年（昭和29年）7月1日：陸将に任命、陸上幕僚副長に就任
- 1957年（昭和32年）8月2日：第3代 陸上幕僚長に就任
- 1960年（昭和35年）3月11日：退官。
- 1972年（昭和47年）11月3日：勲二等瑞宝章受章[7]
- 1982年（昭和57年）1月29日：死去、叙・正四位[8]

## 栄典
- 勲二等瑞宝章 - 1972年（昭和47年）11月3日